# BNC (automerk)
BNC (Bollack, Netter & Co) was een klein Frans automerk. Het bedrijfje was gevestigd op l'Avenue de Paris 39 in het Levallois-Perret district.

## Geschiedenis
BNC is opgericht in 1924 en werd een succesvolle organisatie. Toen het bedrijf probeerde door te dringen in een hoger marktsegment, daalde de vraag naar grote personenauto's en naar ultra-light raceauto's, waardoor het bedrijf werd gedwongen te sluiten in 1931. BNC produceerde voornamelijk sportauto's, en hun ontwerp was vergelijkbaar met dat van de Amilcar. De motoren voor de auto's werden niet gemaakt door BNC zelf, maar door Ruby, een bedrijf dat goedkope kleine motoren maakte. Later in de jaren 1920 produceerde BNC grote personenauto's met een achtcilindermotor van Lycoming. BNC auto's werden ook vaak gebruikt in rally's. In 1931 stond een BNC-auto zelfs eerste in zijn klasse, maar een paar uur voor de finish was er een probleem met de motor waardoor de BNC-wagen alsnog dertiende werd.

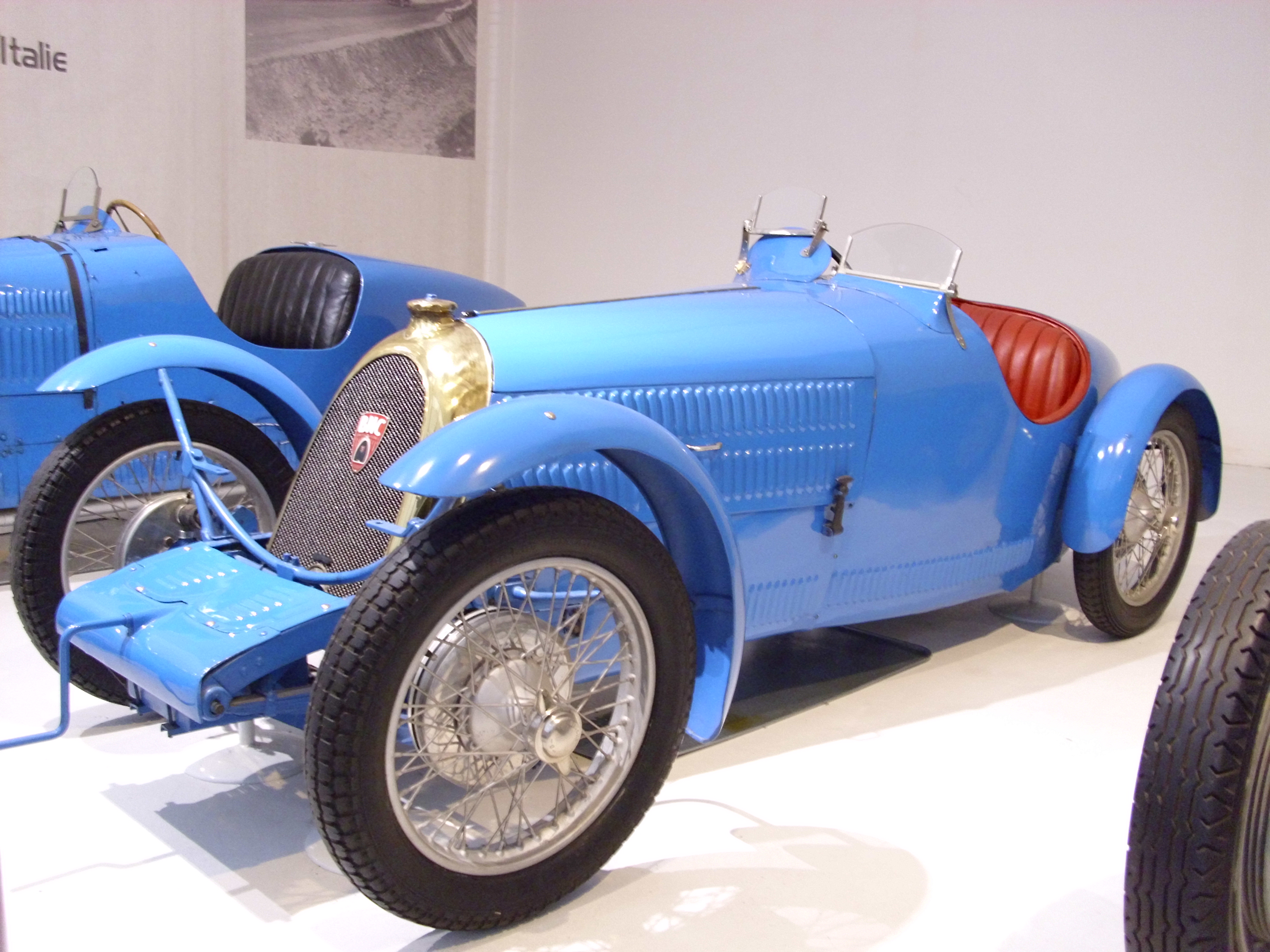
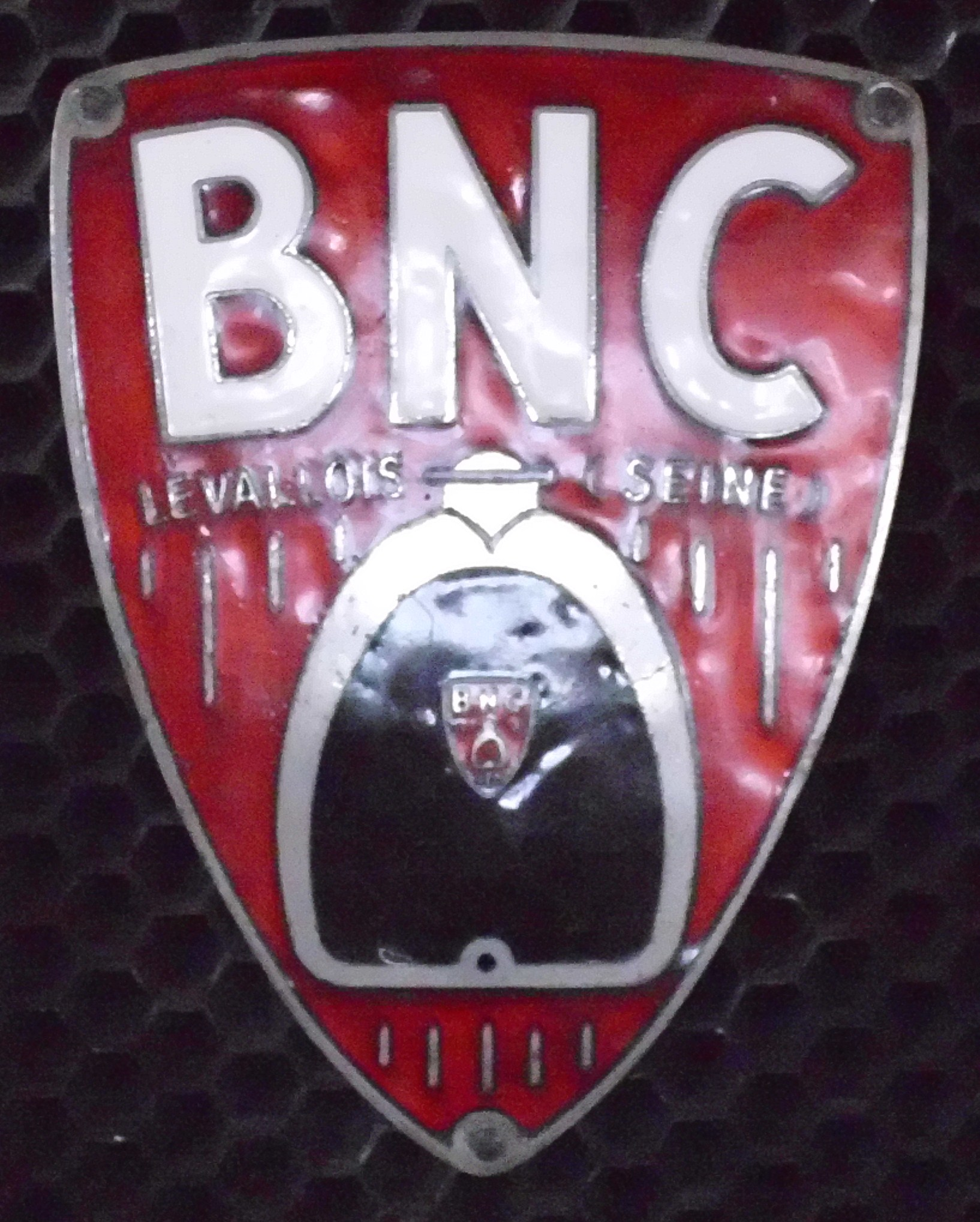
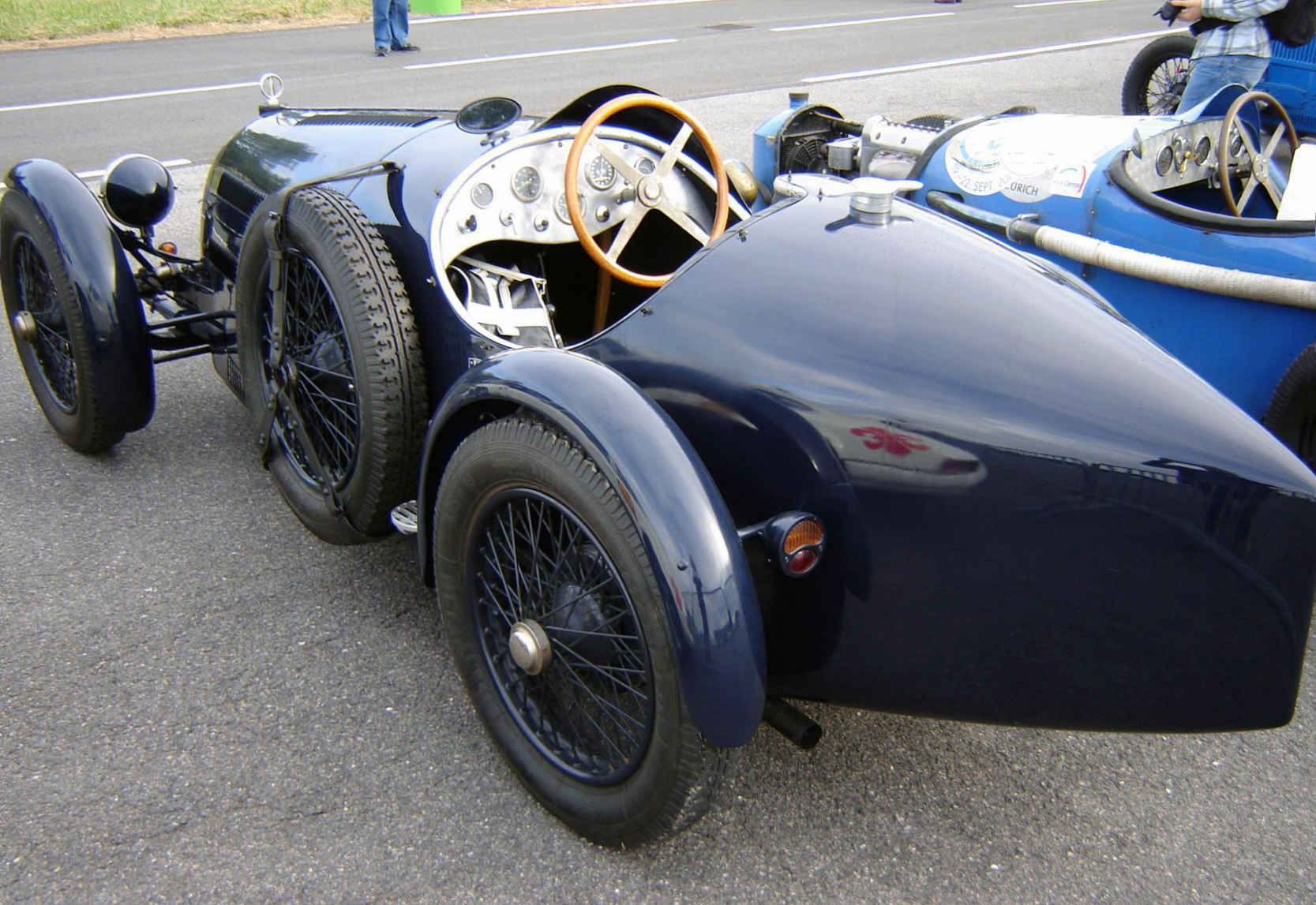
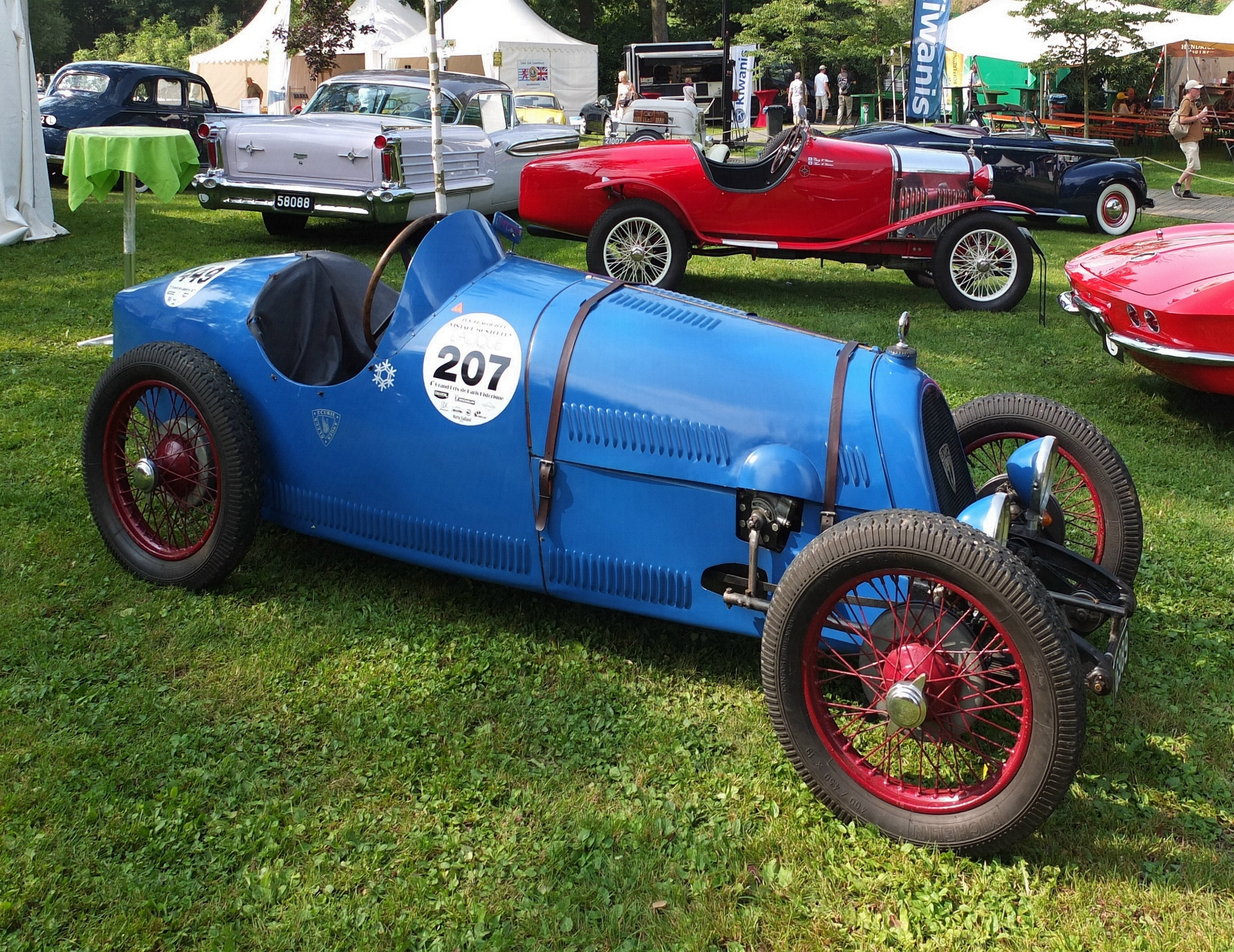